# Усатова, Тамара Николаевна
Тамара Николаевна Усатова (1922, Белая Холуница — 21 апреля 1943, река Смердель) — медсестра партизанского отряда им. Ленина. В апреле 1943 года, попав в окружение и прижатая к реке, не желая сдаваться врагу, пропала без вести, бросившись в ледяную воду реки Смердель.

## Биография

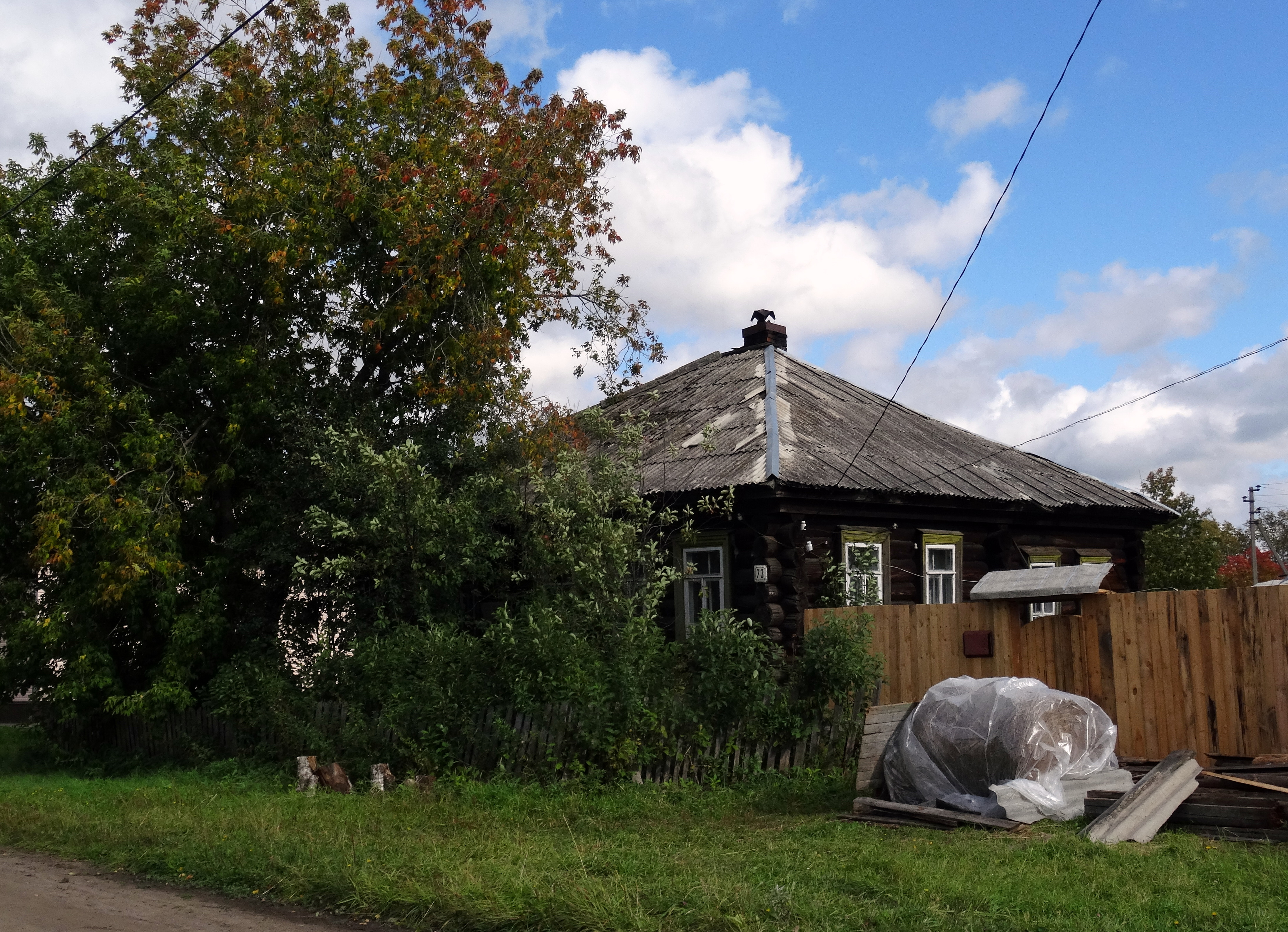
Дом в Белой Холунице где родилась и выросла Тамара Усатова

Родилась в 1922 году в Белой Холунице, в многодетной семье кузнеца. Русская.
После окончания школы-семилетки поступила учиться в Свердловский метеорологический техникум, была принята в комсомол.
Окончив техникума по распределению была направлена в Калининскую область в город Бологое, работала на городской метеостанции.
С началом Великой Отечественной войны, окончив курсы медсестёр, по комсомольскому набору была направлена на фронт.
С 20 мая 1942 года по 21 апреля 1943 года — медсестра в партизанском отряде им. Ленина 8-й Калининской партизанской бригады.
Пропала без вести в Кудеверском окружении в бою 21 апреля 1943 года когда группа партизан, эвакуировавшая на подводах раненных, попала в окружение.

О том, что произошло с Тамарой, мне рассказали потом те немногие товарищи, которые вырвались из окружения. С группой партизан она стала отходить. Три дня преследовали их фашисты и, наконец, прижали к реке Смердель. Лёд на реке уже тронулся и переправиться через неё было почти невозможно. Видя безвыходность положения, немцы решили захватить их живьем. Не желая сдаться врагу, Тамара бросила в подбегающих к ней фашистов последнюю гранату и кинулась в ледяную воду.— начальник штаба партизанского отряда М. В. Вихарев, 26 июля 1967
Хотя по всем источникам числится пропавшей без вести, но по данным Книги памяти — захоронена в братской могиле на берегу реки Смердель.

## Память
Именем Тамары Усатовой названа улица города Белая Холуница.
На доме, где она родилась и провела свое детство, 9 мая 1967 года была открыта мемориальная доска.
В 1969 году в городе Белая Холуница в саду Металлистов был открыт Мемориал павшим за Родину в 1941—1945 годах, у которого расположены 12 плит с именами погибших земляков. На одной из плит указана Тамара Николаевна Усатова, рядом указан её брат — офицер Красной Армии Леонид Николаевич Усатов погибший в 1944 году.